# Remigije iz Reimsa
Remigije iz Reimsa (lat. Remigius, tal. Remigio; oko 437. – 13. siječnja 533.), biskup Reimsa, poznat po tome što je 24. prosinca 496. krstio franačkog kralja Klodviga I., a čiji su primjer slijedili svi njegovi dotada poganski podanici. To je predstavljao prvi slučaj da se neki germanski narod pokrštava bez rimskog posredništva, odnosno prelazi na katoličanstvo, zbog čega je Remigije kasnije od strane Katoličke Crkve štovan kao jedna od najvažnijih ličnosti u povijesti Europe. Umro je 13. siječnja 533. godine u Reimsu. Proglašen je svetim, a spomendan mu se obilježava 13. siječnja.

## Vanjske poveznice
- The Life of St. Remigius, Bishop of Reims and Apostle of the Franks
- Catholic Encyclopedia: St. Remigius